# Łosice
Pour les articles homonymes, voir Łosice (homonymie).
Łosice (prononciation : [wɔˈɕit͡sɛ]) est une ville polonaise du powiat de Łosice de la voïvodie de Mazovie dans le centre-est de la Pologne.
Elle est le siège administratif de la gmina de Łosice et du powiat de Łosice.
Elle se situe à environ 60 km au sud de Varsovie (capitale de la Pologne).
La ville couvre une surface de 7,51 km2 et comptait 7 320 habitants en 2006.

## Histoire
De 1975 à 1998, la ville appartenait administrativement à la voïvodie de Biała Podlaska.